# Brachycrotaphus tryxalicerus
Brachycrotaphus tryxalicerus is een rechtvleugelig insect uit de familie veldsprinkhanen (Acrididae). De wetenschappelijke naam van deze soort is voor het eerst geldig gepubliceerd in 1853 door Fischer.